# コバルト60
コバルト60は、コバルトの同位体の一種である。放射性同位体であり、半減期は5.27年である。医療用、工業用のガンマ線源として利用される。

## 生成
コバルト59（安定核種の59Co）の原子核が1個の中性子を捕獲することにより、コバルト60の原子核となる。

ガンマ線源として利用されるコバルト60は、コバルト59に原子炉で中性子を照射することにより人工的に生産される。主な生産国はカナダである。

原子力発電所や艦艇用原子炉運転の副産物としても生成され、冷却水の漏洩や排出が発生した時に外部で検出される可能性がある。

## 崩壊

コバルト60の崩壊図

コバルト60は、ベータ崩壊をしてニッケル60になる。このとき放出されるベータ線のエネルギーは0.318 MeVである。そして、崩壊生成物のニッケル60がガンマ崩壊をして1.17 MeVと1.33 MeVの2本のガンマ線を放出する。
{\displaystyle {\ce {^{60}_{27}Co->_{28}^{60}Ni\ +{{\mathit {e}}^{-}}+\gamma }}}

## 安全性
哺乳類（人間など）の体内に取り込まれるとコバルト60の一部は糞便中に排泄される。残りは主に肝臓、腎臓、骨などの組織に取り込まれ、それらの部位は長時間ガンマ線に晒されることによって癌化する可能性がある。吸収されたコバルトは時間の経過とともに尿中に排出される。

## 利用
物体の厚さや密度を測定する工業用測定器、放射線治療、植物の品種改良などに利用されている。

## トレーサー
第二次世界大戦後には溶鉱炉の磨耗を調べるために耐火煉瓦にトレーサーとしてコバルト60が混入されるようになったが、研究分野においてはコバルト60の放射線が測定の邪魔になるため、戦前に作られた鉄が遮蔽材として利用されている。特に第二次世界大戦時には大型の軍艦が多数建造されたが、海に沈んだまま解体されない状態で放置された艦を引き上げて再利用した鉄が多く使われている。日本では陸奥の船体から取り出された鉄が主流だったことから『陸奥鉄』とも呼ばれている。

## 事故
身元不明線源となったコバルト60が鉄屑に混入してリサイクルされ、一般人が被曝する事故がしばしば起こっている。
台湾では、コバルト60の混入した鉄屑から鉄筋が生産され、その鉄筋を使って建てられた台北市および周辺の鉄筋アパートの住民らが被曝したことが1992年に発覚した。約1万人が1983年以降に年平均20ミリシーベルト被曝し、平均累積線量は400ミリシーベルトであった。その後20年の調査で住民約1万人のがん死亡率が激減したことが報告されたが、台湾国立陽明大学による詳細な調査（2008年）では、がん発症の減少傾向は観察されなかった。
タイでは、2000年に、廃品処理場にコバルト60が放置され、廃品処理場の作業員や近隣住民が被曝した。
メキシコとアメリカ合衆国では、1983年から1984年にかけて、コバルト60を含む医療機器が盗まれてスクラップ業者に売り払われ、鋼材に再生される過程で、数千人以上が被曝した。
2012年にはブリヂストンサイクルが販売した自転車の中国製前カゴから微量の放射線を検出。ステンレスにコバルト60が混入されていることが分かり、リコールが行われた。

## 事件
1968年、沖縄県原水協が那覇港の海底泥を採取、原水禁（原水爆禁止日本国民会議）が科学者の分析に託した結果、海底の泥から大量のコバルト60その他が検出された。魚の価格は暴落し、沖縄魚市場は恐慌状態となった（「コバルト60事件」）。

1969年10月1日、琉球政府は「米原子力潜水艦ソードフィッシュが入港（8月23日）した那覇軍港の海底泥土から多量のコバルト60を検出」と発表した。

1973年6月22日、第71回国会の内閣委員会における日本社会党の衆議院議員上原康助の質問によれば、沖縄の港湾において「四十六年（1971年）九月から四十七年（1972年）の八月までの調査」でコバルト60が検出されている。またそれに対する科学技術庁の倉本昌昭説明員の答弁によれば、これは「原子力潜水艦等のいわゆる一次冷却水中から外へ出る可能性のあるもの」だという。

2006年9月14日に米原子力潜水艦ホノルルが横須賀港を出港した際に採取した海水試料からコバルト58とコバルト60が検出されている。